# دانه
دانه یا غله (به انگلیسی: Grain) یک بذر کوچک، سخت، خشک است که می‌تواند دارای پوش‌برگ و بخش میوه‌ای یا بدون آن‌ها باشد و برای خوراک انسانی یا جانوران، کشت می‌شود. در مورد گیاهان، واژهٔ دانه، ممکن است برای دو منظور مختلف به‌کار برده شود: ۱. بذر که وسیله تولید مثل بیشتر گیاهان گلدار است. ۲. دانه‌های خوراکی چه برای انسان و چه برای حیوانات پرورشی. این مقاله، به موضوع دانه‌های خوراکی می‌پردازد.
دو گروه عمده گیاهانی که برای تولید دانه، کشت می‌شوند غلات و حبوبات هستند. دانه‌ها در مقایسه با سایر خوراکی‌ها مانند سیب‌زمینی شیرین و مانیوک و میوه‌های حاوی نشاسته مانند موز پختنی و درخت نان، ماندگاری بسیار بیشتری داشته و قابلیت ذخیره‌سازی بالایی دارند. این قابلیت، دانه‌ها را به‌عنوان محصولی مناسب برای تولید و کشت صنعتی و گسترده معرفی کرده‌است. مهم‌ترین دانه‌های تولیدی در دنیا، گندم، برنج، سویا و ذرت هستند.

## دسته‌بندی

### غلات

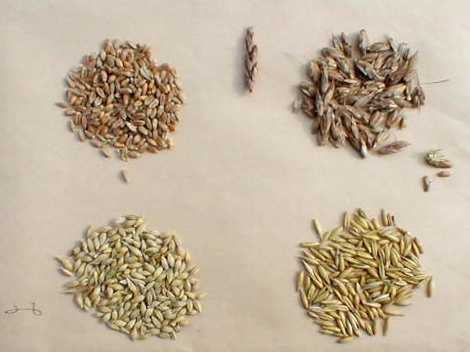
چند نوع غله. از سمت چپ بالا به‌صورت ساعت‌گرد: گندم، گندم آلمانی، جو دوسر و جو

تمامی غلات، از خانواده گندمیان بوده و دارای نوعی کربوهیدرات به نام نشاسته هستند.

#### غلات فصل گرم
- ذرت
- ارزن
- ارزن مرواریدی
- اشک روباه
- ذزرت خوشه‌ای

#### غلات فصل سرد

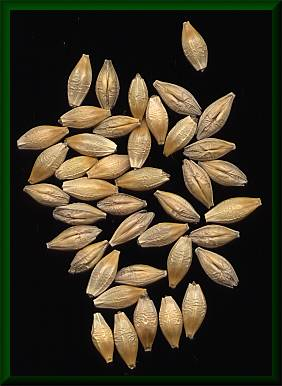
جو

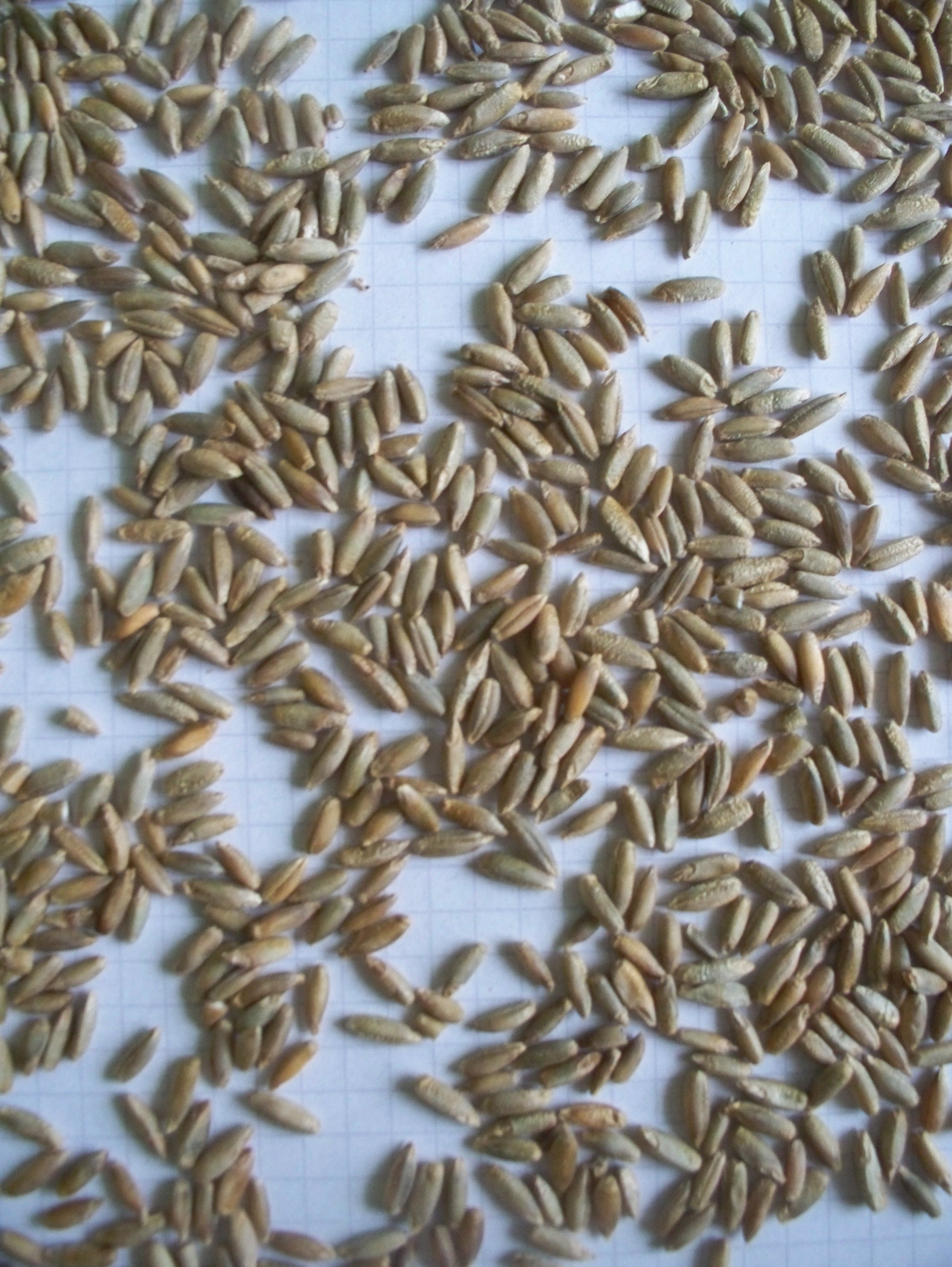
دانه‌های چاودار

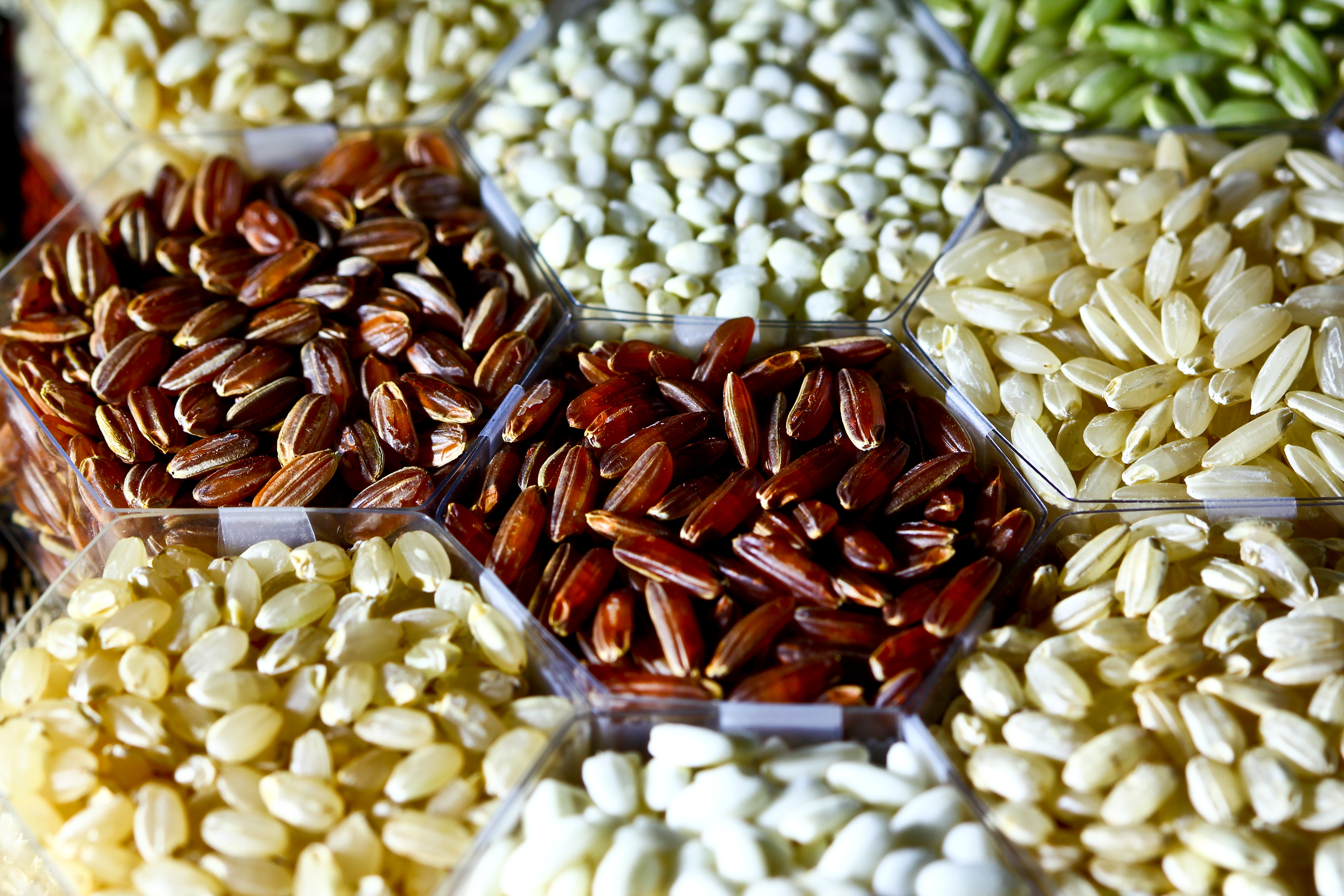
چند نوع برنج

- جو
- جو دوسر
- برنج
- چاودار
- گندم
- برنج وحشی

### دانه‌های شبه‌غلات

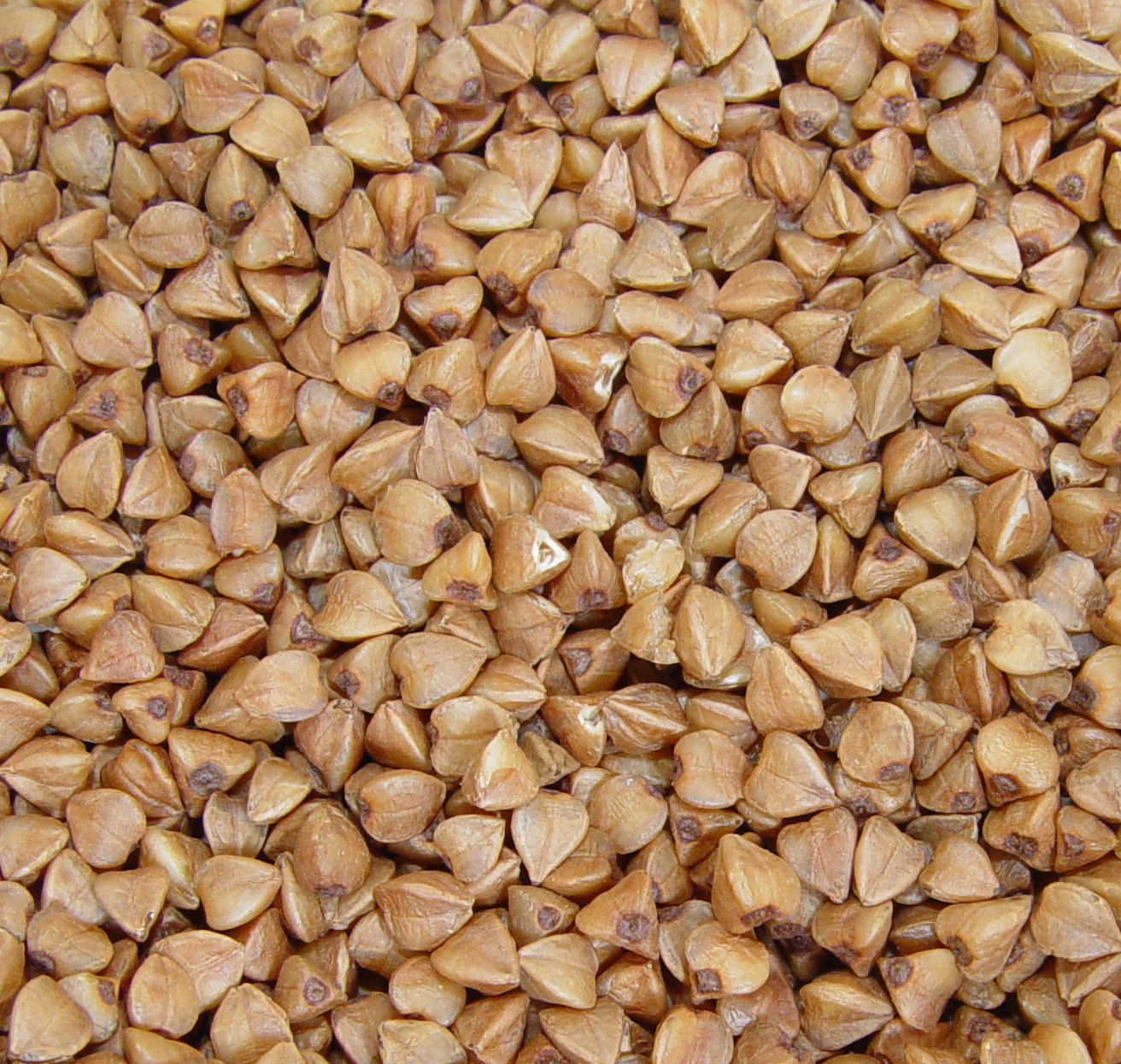
گندم سیاه

دانه‌های گیاهان دولپه و پهن‌برگ که حاوی نشاسته هستند شامل گونه‌ها و خانواده‌های:
- تاج‌خروسیان
- گندم سیاه
- هفت‌بندیان
- چیا
- نعنائیان
- کینوآ
- باروتک

### حبوبات

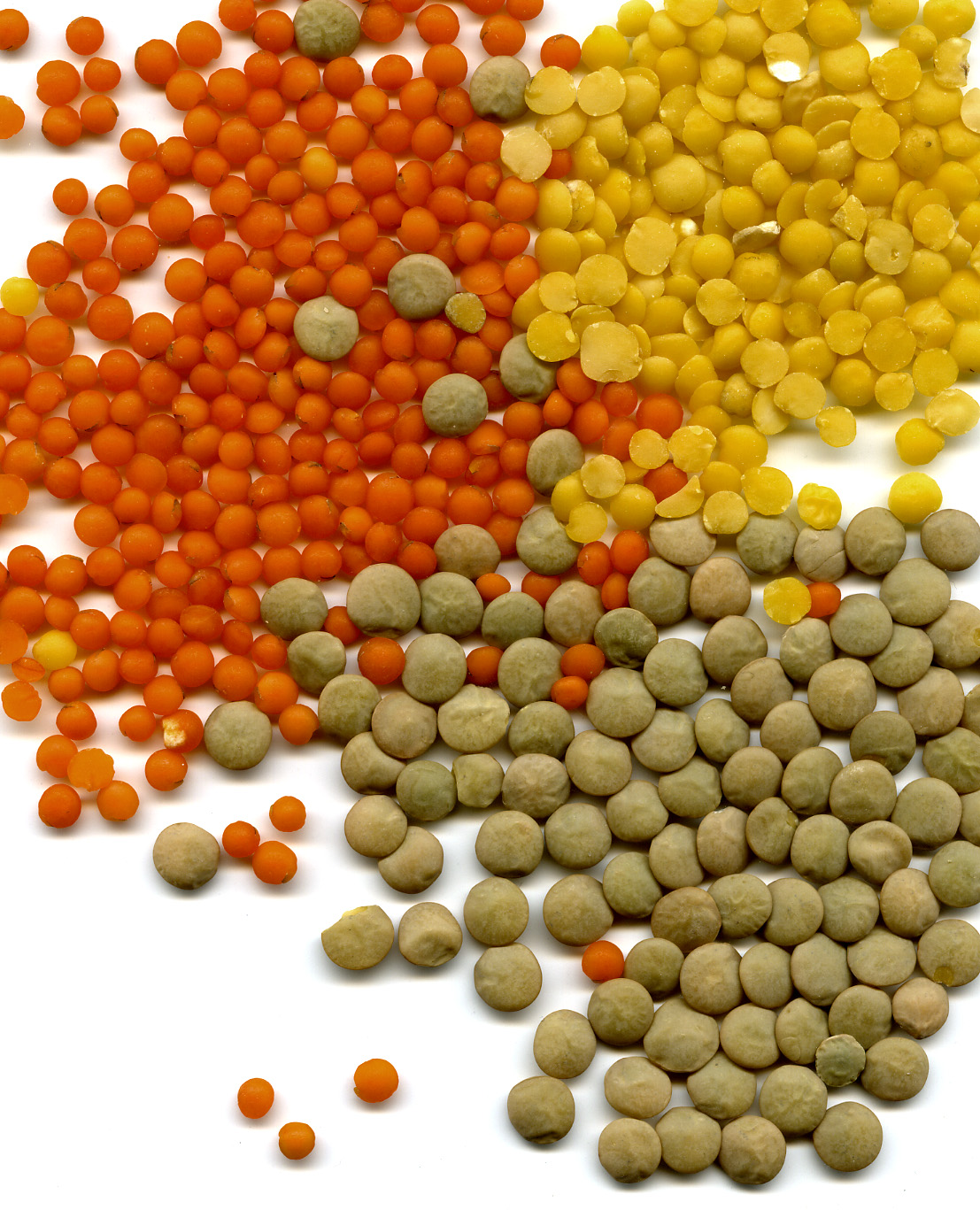
عدس

حبوبات، عضوی از خانوادهٔ باقلاییان هستند. این دانه‌ها در مقایسه با سایر غذاهای گیاهی، دارای پروتئین بالاتری هستند؛ مثلاً سویا تا ۳۵٪ پروتئین دارد. مانند تمام غذاهای گیاهی دیگر، حبوبات نیز حاوی کربوهیدرات و چربی هستند. حبوبات معمول و رایج عبارت‌اند از:
- نخود
- نخود فرنگی
- لوبیا
- عدس
- ماش
- باقلا
- لوبیای عروس
- ترمس
- بادام زمینی
- نخود کفتری
- لوبیای زینتی
- سویا

### دانه‌های روغنی
دانه‌های روغنی، محصولاتی هستند که با هدف اولیهٔ تولید روغن گیاهی، کشت می‌شوند. این روغن‌ها علاوه بر تأمین انرژی تغذیه‌ای، حاوی تعدادی از اسیدهای چرب ضروری هستند. از روغن‌های گیاهی، برای تولید سوخت و مواردی چون روان‌سازها نیز استفاده می‌شود.

### خانوادهٔ خردل

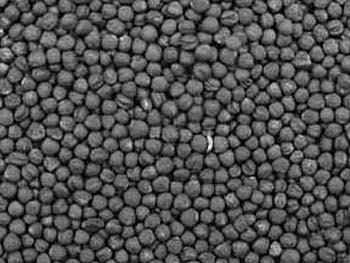
دانه‌های کلزا

- خردل سیاه
- خردل چینی
- کلزا (شامل کانولا)

### خانوادهٔ کاسنیان

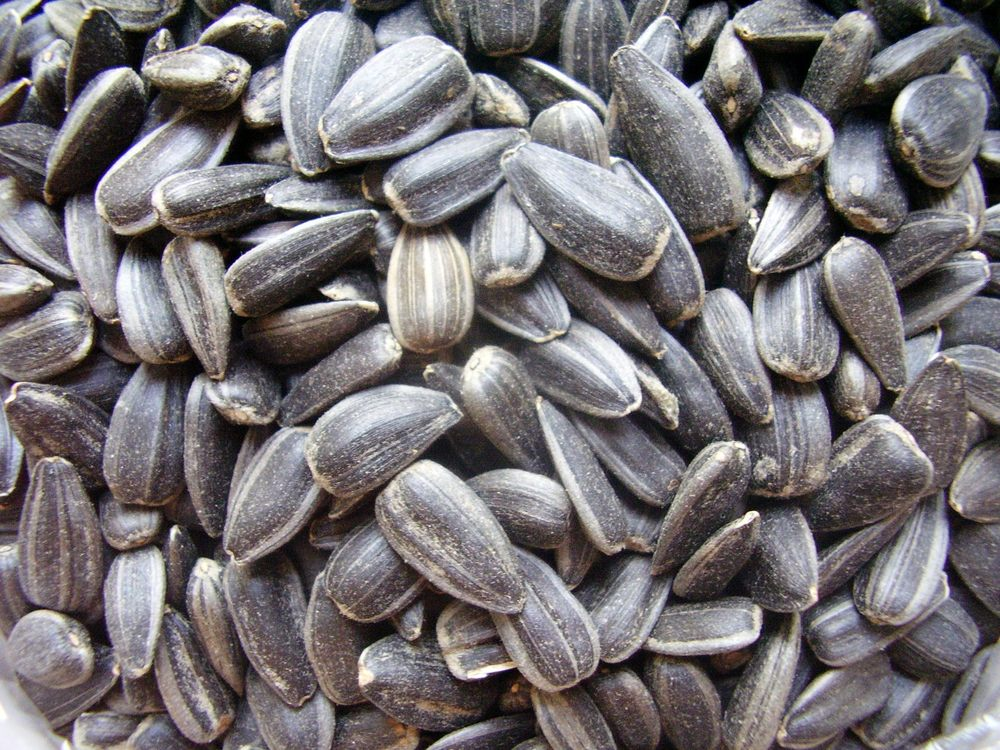
تخمه آفتاب‌گردان

- گلرنگ
- تخمه آفتاب‌گردان

### سایر خانواده‌ها
- کتانیان مانند کتان
- شاهدانگان
- شقایقیان مانند تخم خشخاش

## اهمیت تاریخی دانه‌ها
از آن‌جایی که دانه‌ها، کوچک، سخت و خشک هستند، می‌توان آن‌ها را راحت‌تر از سایر محصولات غذایی مانند میوه‌های تازه، ریشه‌ها و غده‌ها، ذخیره، اندازه‌گیری و حمل کرد. توسعهٔ کشاورزی غلات اجازه می‌دهد تا مواد غذایی در حجم بالا تولید و ذخیره شود که این موضوع توانسته‌است که منجر به ایجاد نخستین سکونتگاه‌های موقت و توسعهٔ نخستین جوامع بشری شود.

## نگارخانه

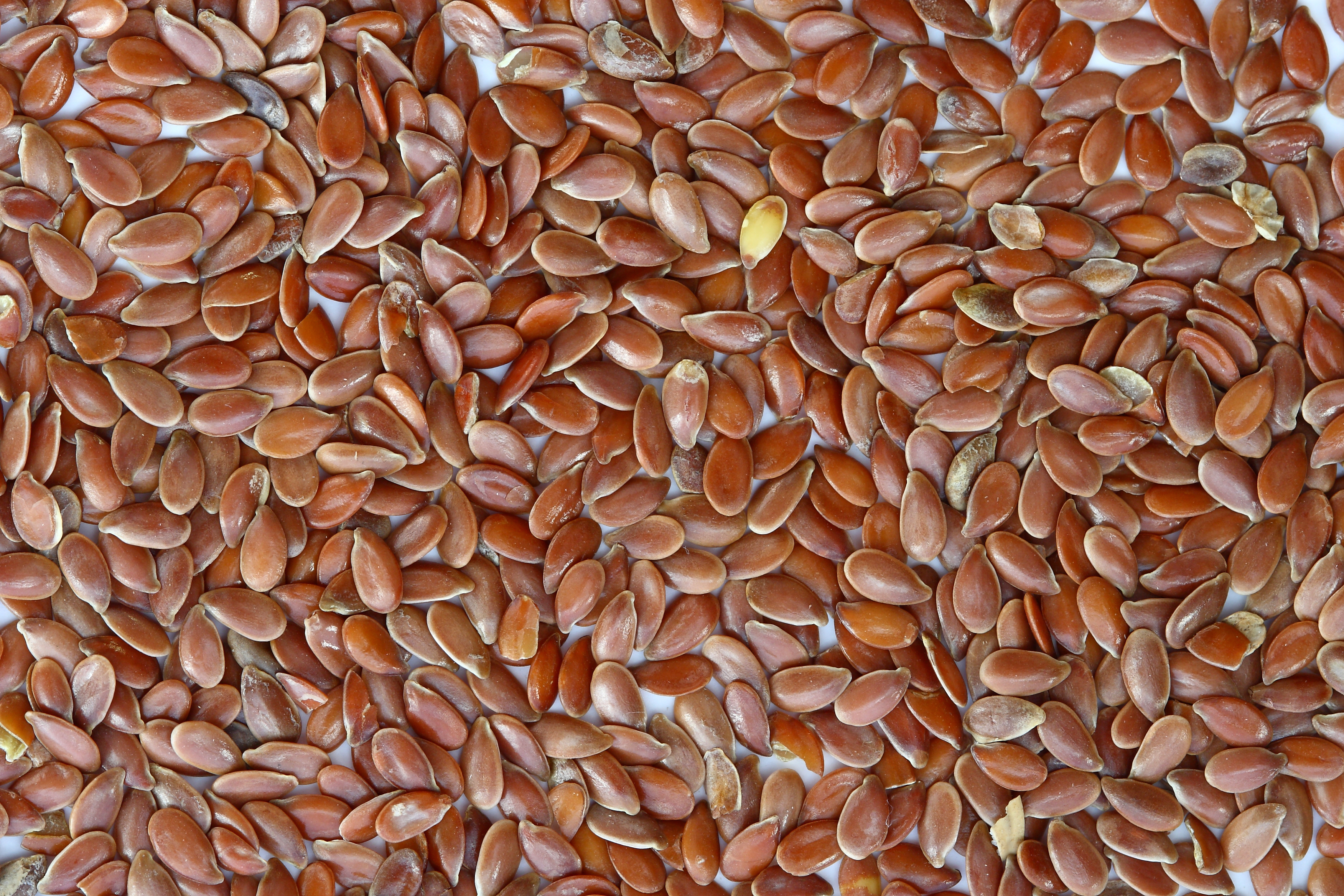
دانه روغنی
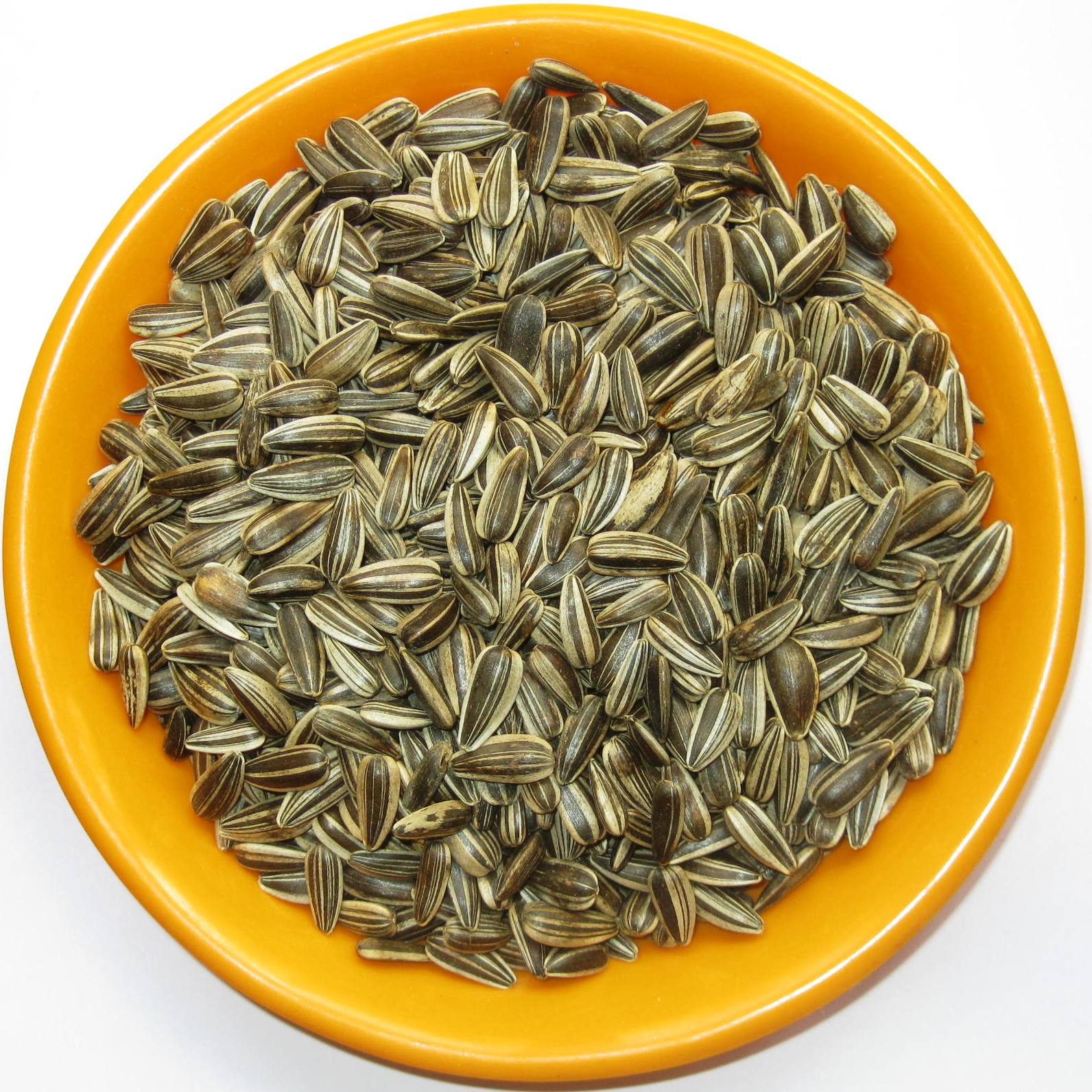
تخمه آفتابگردان